# Stadionul Național din Beijing
Stadionul Național din Beijing, oficial Stadionul Național, cunoscut și sub numele Cuib de pasăre (鸟巢 Niǎocháo), este un complex sportiv din Beijing, China. Stadionul a fost construit special pentru Jocurile Olimpice de vară din 2008.

## Particularități
Stadionul Olimpic Național din Beijing este situat pe o ușoară ridicătură de pământ din centrul complexului olimpic. Construcția este opera arhitecților Jacques Herzog și Pierre de Meuron, câștigători ai Premiului Pritzker din 2001. Un rol important în elaborarea proiectului l-a jucat și artistul contemporan chinez, Ai Weiwei, acesta asigurând consultanța artistică.

## Descriere
Elementele structurale se sprijină unul pe celălalt în mod reciproc și converg către o formațiune asemănătoare unui grilaj, în care sunt integrate fațada, scările și acoperișul – aproape ca un cuib de păsare cu nuielele sale întrețesute. Efectul spațial al stadionului este cu totul inedit și radical, însă, în același timp, simplu și de un caracter aproape arhaic, creând astfel un punct de reper istoric unic pentru Jocurile Olimpice din 2008. 
Acesta întrunește toate cerințele funcționale și tehnice ale unui Stadion Olimpic. 
Caracteristicile sale ecologice cuprind un sistem de colectare a apei de ploaie, un acoperiș translucid ce asigură lumina naturală necesară peluzei de dedesubt, și un sistem natural, pasiv de ventilație. Deoarece toate facilitățile – restaurante, magazine și toalete – sunt elemente de sine stătătoare, a fost posibilă realizarea stadionului fără o fațadă solidă, închisă, fapt ce permite ventilarea naturală.
Acoperișul ajustabil este o componentă esențială a strucuturii stadionului. Atunci când este închis, acesta transformă stadionul într-o arenă acoperită.
Probabil că trăsătura cea mai remarcabilă a structurii este sistemul de “pernă” ce umple în mod strategic spațiile libere din cadrul fațadei clădirii, cu scopul de a proteja împotriva vântului și intemperiilor vremii. Materialul care s-a ales pentru această umplutură este revoluționara folie de ETFE, material ce a fost folosit și în cadrul Centrului Național de Natație din Beijing.
Cea mai importantă caracteristică a acestei opere arhitecturale este probabil îmbinarea unor sisteme complexe, într-un obiect uimitor și simplu la nivel conceptual.

## Galerie

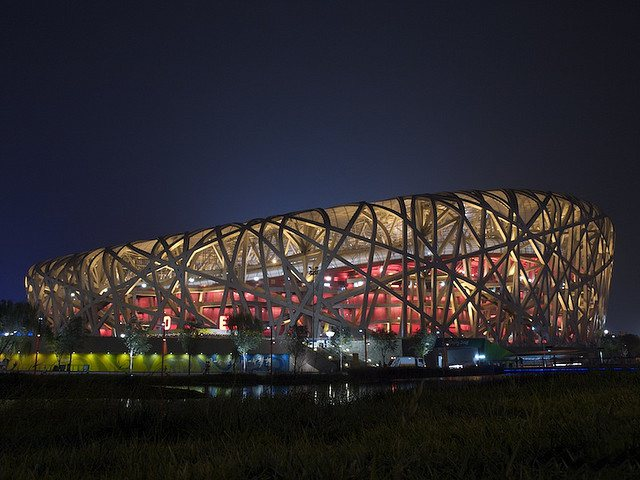
Stadionul Național din Beijing
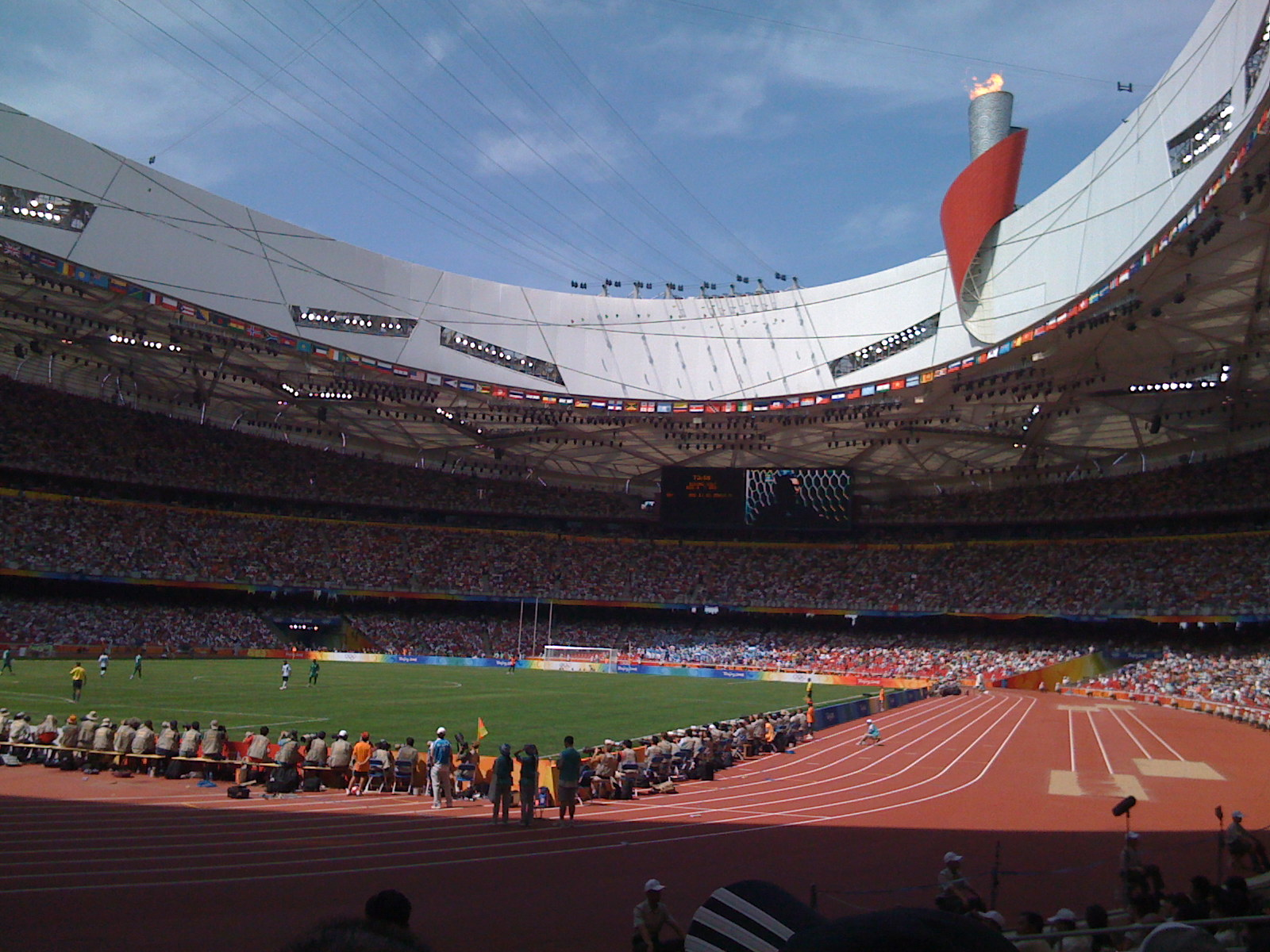
La Jocurile Olimpice din 2008
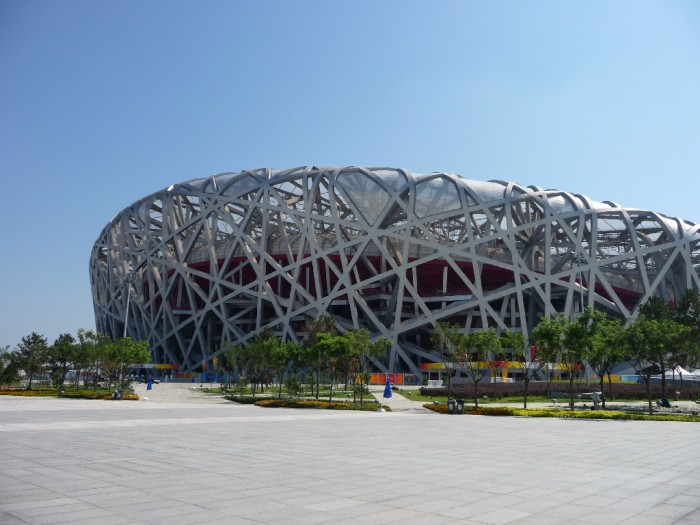
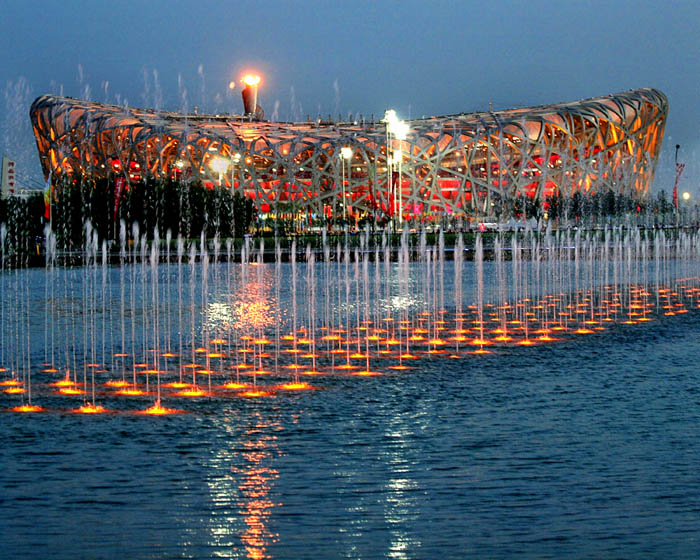
Flacăra olimpică
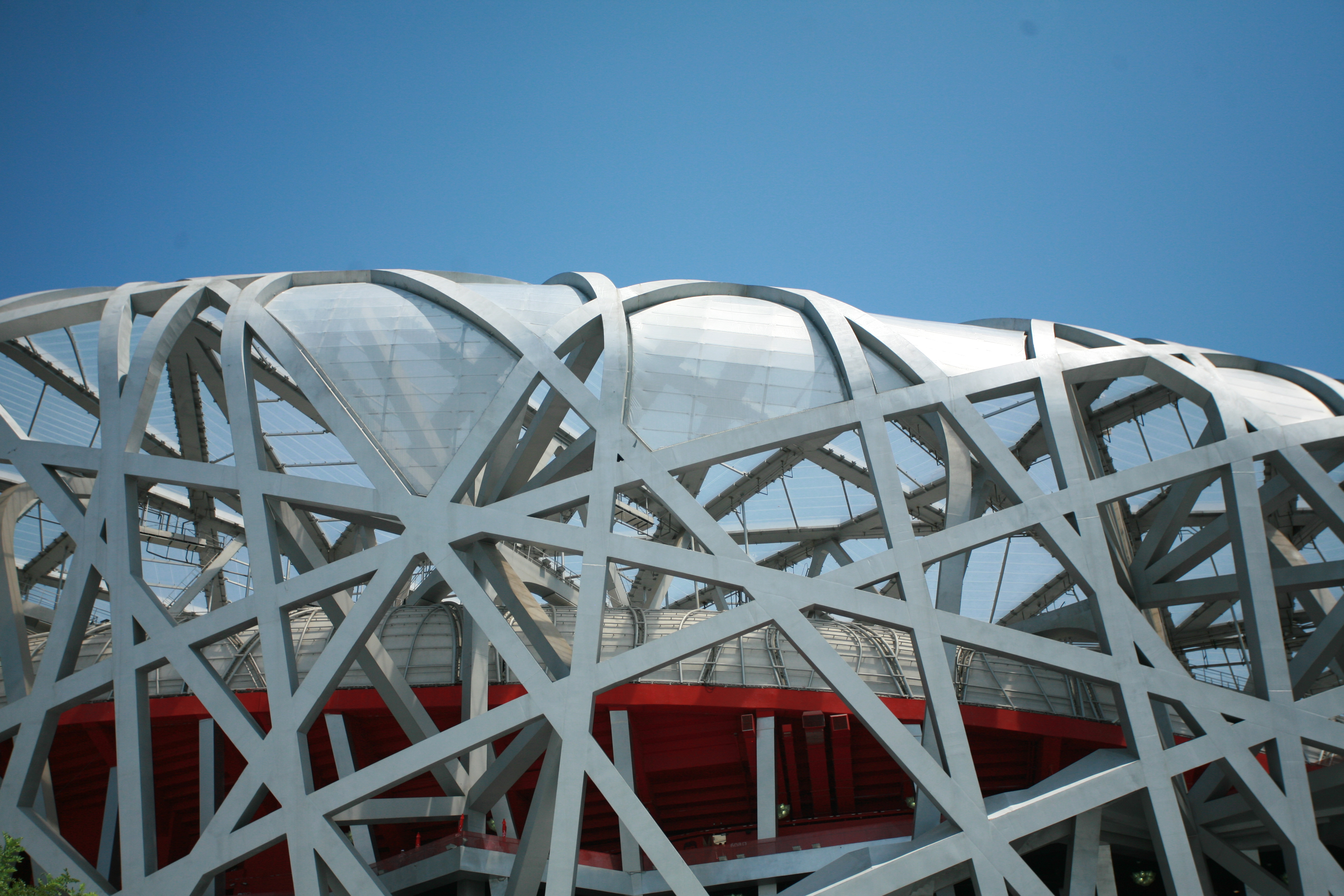
Detaliu
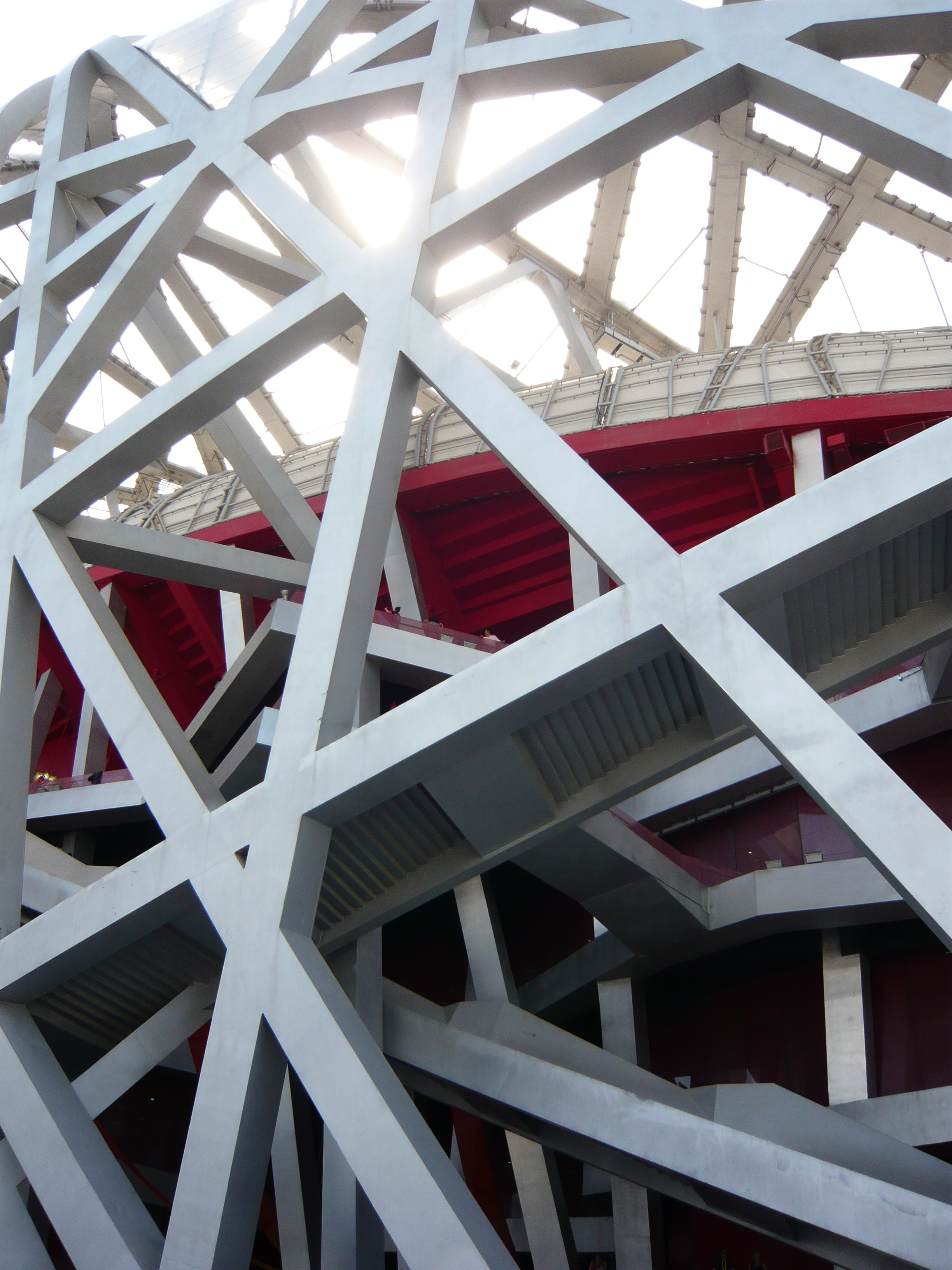
Detaliu
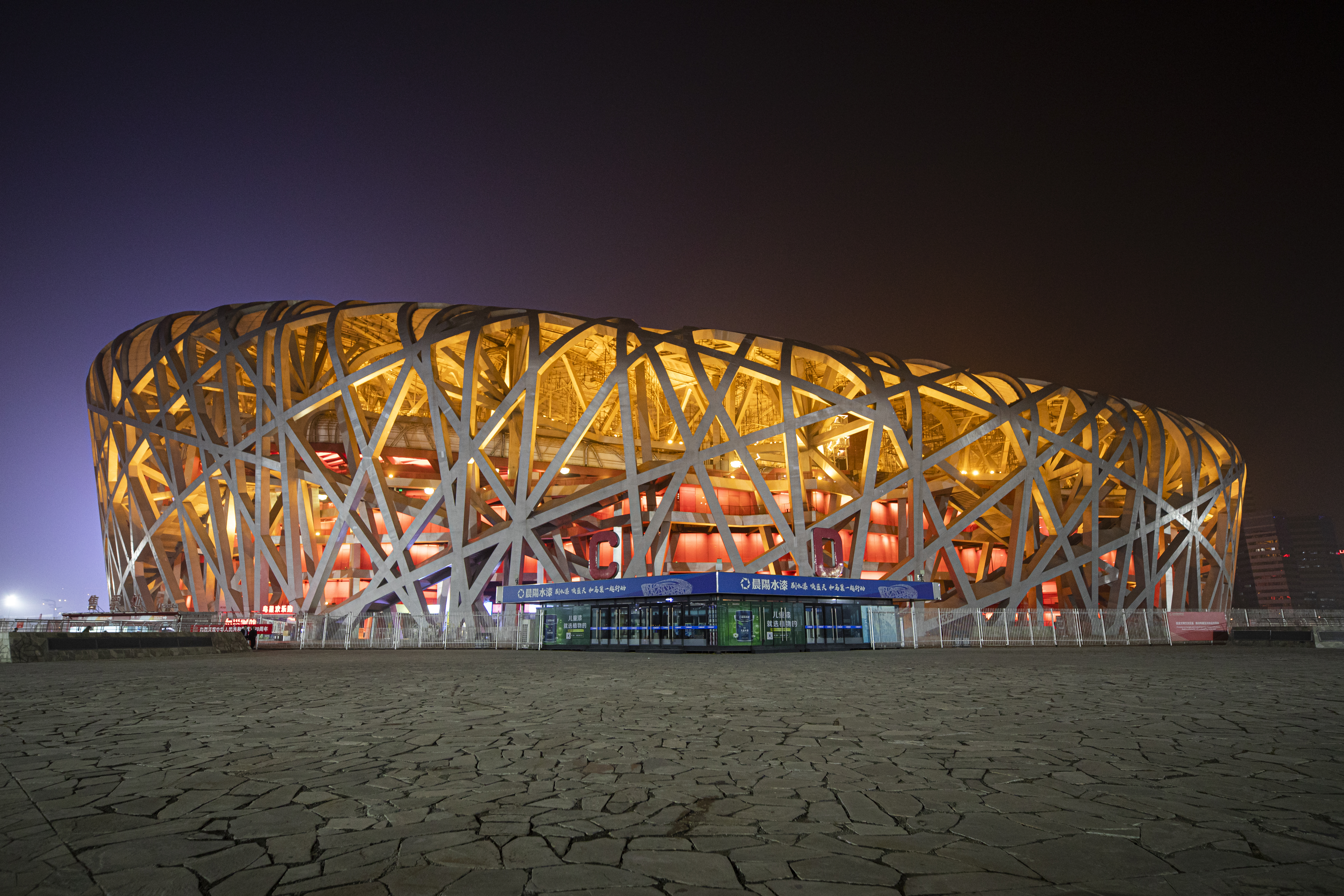
Stadionul Național pe timp de noapte